# Hans Taihitu
Hans Taihitu (1909– ?) holland-indiai válogatott indonéz labdarúgócsatár. Az első ázsiai válogatott tagja, amely világbajnokságon szerepelt.

## Pályafutása
A VV Jong Ambon Batavia csapatában szerepelt. 1938 májusában a franciaországi világbajnokságra utazó keret tagja volt. A keret először Hollandiában töltött hosszabb időt és két előkészületi mérkőzésen szerepelt holland klubcsapatok ellen (HBS Deen Haag, HFC Harleem). 1938. június 5-én Reims-ben pályára lépett a magyar válogatott ellen világbajnokság nyolcaddöntőjében, ahol 6–0-s vereséget szenvedett a csapatával és búcsúzott a további küzdelemtől. Június 26-án Amszterdamban a holland válogatott ellen léptek pályára barátságos mérkőzésen és 9–2-es vereséget szenvedtek. Az első holland-indiai gólt Taihitu szerezte és ezzel, akkor a találkozó 5–1-re állt. Két alkalommal szerepelt a holland-indiai válogatottban és egy gólt szerzett.

## Mérkőzései a válogatottban
| Holland India | Holland India    | Holland India | Holland India | Holland India | Holland India | Holland India   | Holland India | Holland India |
| #             | Dátum            | Helyszín      | Hazai         | Eredmény      | Vendég        | Kiírás          | Gólok         | Esemény       |
| ------------- | ---------------- | ------------- | ------------- | ------------- | ------------- | --------------- | ------------- | ------------- |
| 1.            | 1938. június 5.  | Reims (FRA)   | Magyarország  | 6 – 0         | Holland India | vb-nyolcaddöntő | -             |               |
| 2.            | 1938. június 26. | Amszterdam    | Hollandia     | 9 – 2         | Holland India | barátságos      | 1             | 40'           |
|               | Összesen         |               |               | 2             | mérkőzés      |                 | 1             | gól           |